# Таг Флатс (Оклахома)
Таг Флатс (енгл. Tagg Flats) насељено је место без административног статуса у америчкој савезној држави Оклахома.

## Демографија
По попису из 2010. године број становника је 13, што је 2 (18,2%) становника више него 2000. године.
| Група             | 2000.     | 2010.    |
| Белци             | 6 (54,5%) | 1 (7,7%) |
| Афроамериканци    | 0 (0,0%)  | 0 (0,0%) |
| Азијати           | 0 (0,0%)  | 0 (0,0%) |
| Хиспаноамериканци | 0 (0,0%)  | 0 (0,0%) |
| Укупно            | 11        | 13       |